# 郡司鋳造所

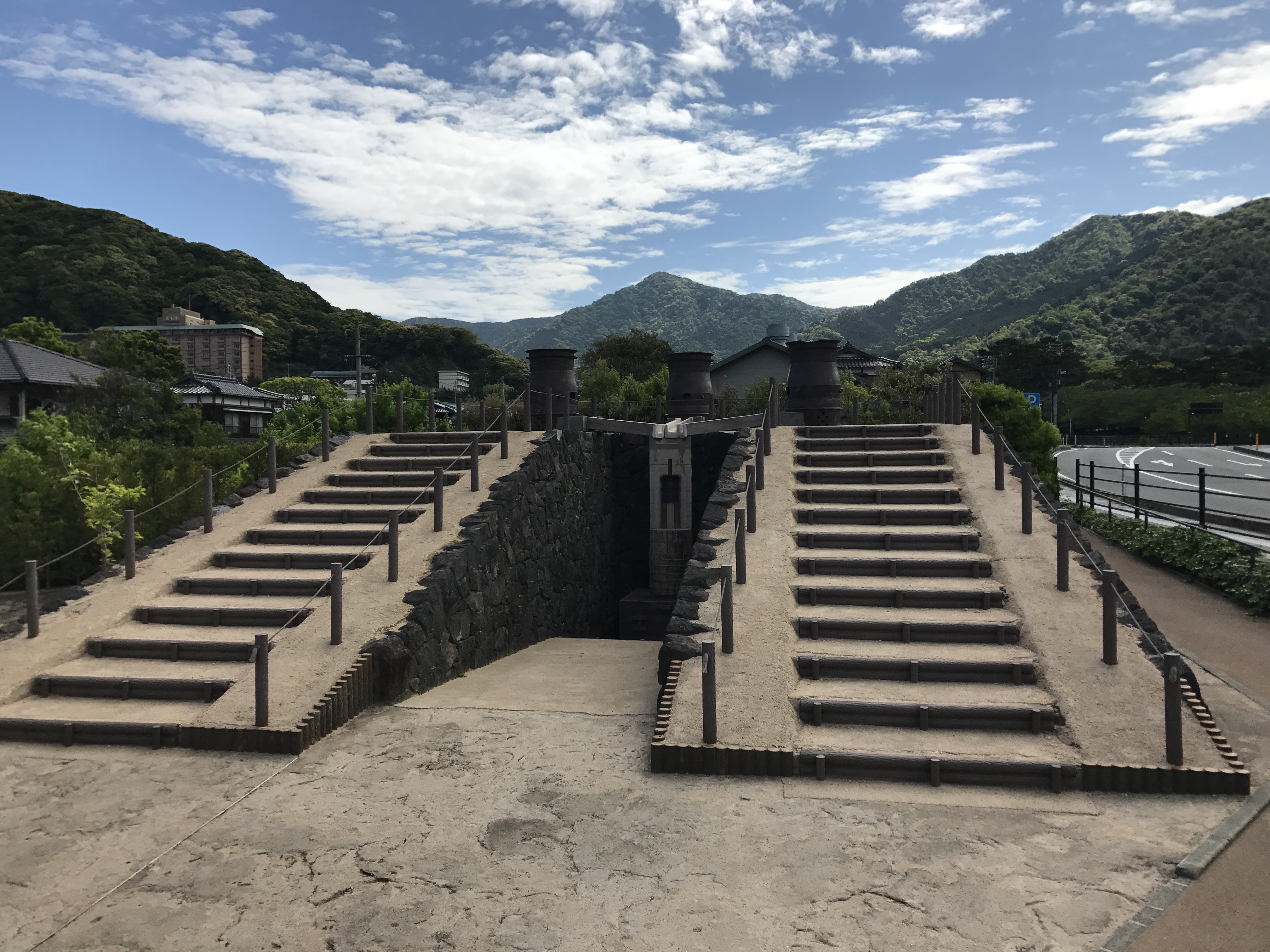
復元された鋳造用石組み

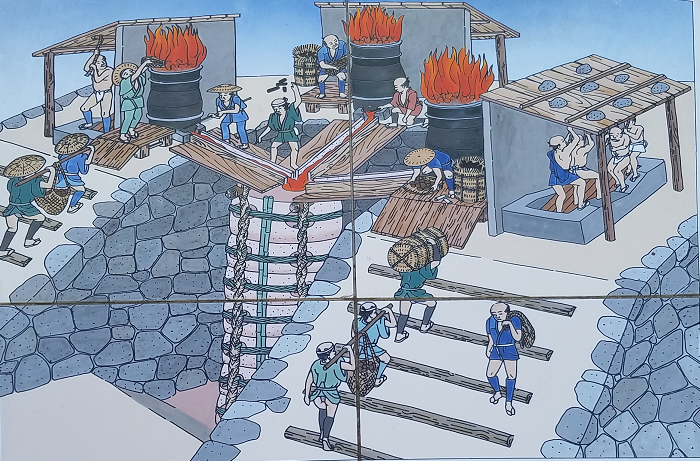
こしき炉を使った鋳造作業想像図

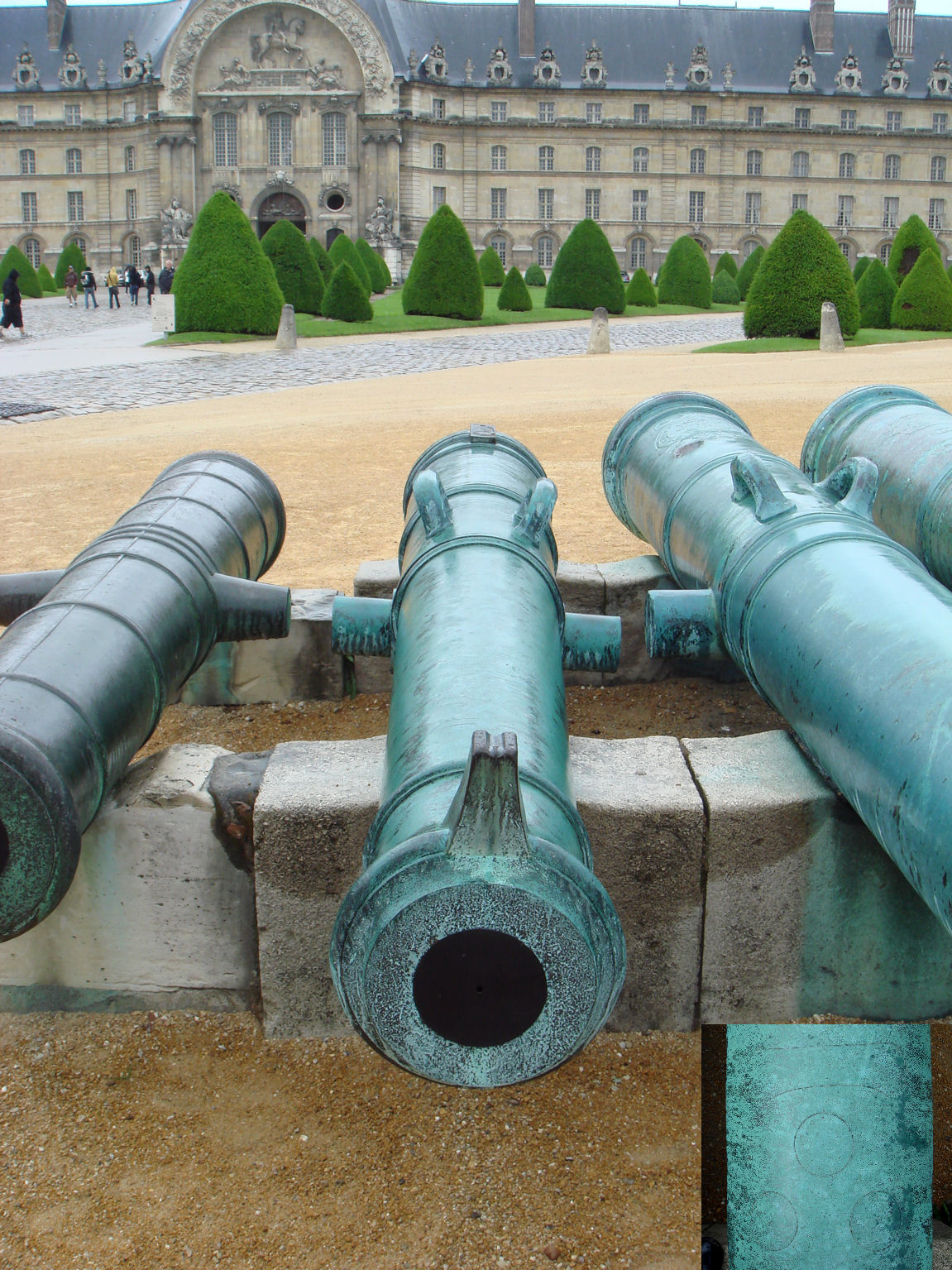
パリの廃兵院に展示されていた長州藩の大砲

郡司鋳造所（ぐんじちゅうぞうしょ）とは、萩にあった長州藩の鋳造所で、幕末には大型の大砲の鋳造も行われた。

## 概要
郡司家は三田尻に居住し、大内氏に仕える鋳物師であった。大内氏滅亡後、江戸時代前期に大砲鋳造の技術により長州藩に召し抱えら萩に移った。江戸時代を通じて、鍋・すき先など生活用具、梵鐘などを製造していた。
幕末、長州藩は郡司源之允を長崎の高島秋帆のもとに派遣して、洋式砲術を研究させた。さらに幕府から三浦半島警護の命令を受けると鋳物師を江戸に派遣し、嘉永7年（1854年）に佐久間象山の指導のもとに18ポンド砲を鋳造させた。この大砲は後に下関に移され、下関戦争で使用されている。
幕府が諸藩に洋式砲術の採用を奨励すると、長州藩は郡司家の細工場を大砲鋳造所とし、郡司喜平治（1804年-1882年）を大砲鋳造用掛に命じた。鋳造所では「こしき炉」と「たたら」とによる、在来の技術を用いた方法により洋式大砲の鋳造が行われた。下関戦争では、ここで製造された24ポンド砲や32ポンド砲が使用されている。このときフランス軍によって鹵獲された長州藩の大砲の何門かがパリの廃兵院に保管されていたが、現在は下関に貸与されている。またロンドン近郊の王立大砲博物館（The Royal Artillery Museum）、アメリカのワシントン海軍工廠にも保存されている。
平成12年度（2000年）に山口県埋蔵文化財センターが行った発掘調査では、巨大な石組の大砲鋳造遺構が確認され、また実際に使われた鋳型も多数発見された。現在は元の場所から北東50m程度離れた場所に、郡司鋳造所遺構広場として復元されている。

## 郡司家
萩藩の家臣として藩の軍事面（大筒打・鋳物師）にたずさわり、江戸時代より萩藩の代表的な鋳物師として知られた。17世紀中ごろには郡司家中興の祖・郡司讃岐長左衛門信久が萩藩初代藩主・毛利秀就に三田尻から萩に召し出され、松陰神社にほど近い月見川沿いの松本（東萩駅南東）に鋳造所を設け、隠居後には青海（萩駅南西）にも郡司鋳造所を設けて、鍋などの生活用具、犂先など農具、梵鐘などの工芸品、大砲などの兵器といった鉄・青銅製品の鋳造を歴代にわたり行った。
明和期には郡司姓を名乗る家が７家あり、うち郡司源七家など4家が大筒打に、郡司喜兵衛家と郡司四郎左衛門家の2家が鋳物師として鋳砲にあたった。幕末期に欧米列強に対する軍備強化のため、萩藩の要請を受けて大砲鋳造や砲術指導に深く関わった。ペリー来航の数か月後の1853年11月、郡司右平次率いる郡司鋳造所は藩営の銃砲鋳造所に指定され、青銅製カノン砲が生産された。